# Holochelus rapuzzii
Holochelus rapuzzii är en skalbaggsart som beskrevs av Keith 2004. Holochelus rapuzzii ingår i släktet Holochelus och familjen Melolonthidae. Inga underarter finns listade i Catalogue of Life.